# Jiří František Potužník
Jiří František Potužník (* 13. července 1970) je český manažer a někdejší tiskový mluvčí a novinář.
Po dobu patnácti let působil ve zpravodajství České televize. Když pak v první polovině roku 2009 Česká republika předsedala Radě Evropské unie, zastával Potužník úlohu mluvčího českého premiéra Mirka Topolánka pro předsednictví Evropské unii. V roce 2010 působil v přípravném týmu účasti České republiky na Světové výstavě (EXPO) 2010 v Šanghaji. O pět let později, na Světové výstavě 2015 konané v Miláně, již byl Potužník generálním komisařem české účasti na EXPO. Stejnou pozici zastával i na Světové výstavě 2020 v Dubaji.
Pravidelně se účastní jako jeden z kandidátů ve výběrovém řízení na ředitele České televize. Kandidoval v roce 2009, 2011, 2015, 2023 i 2025.